# Exclusió social

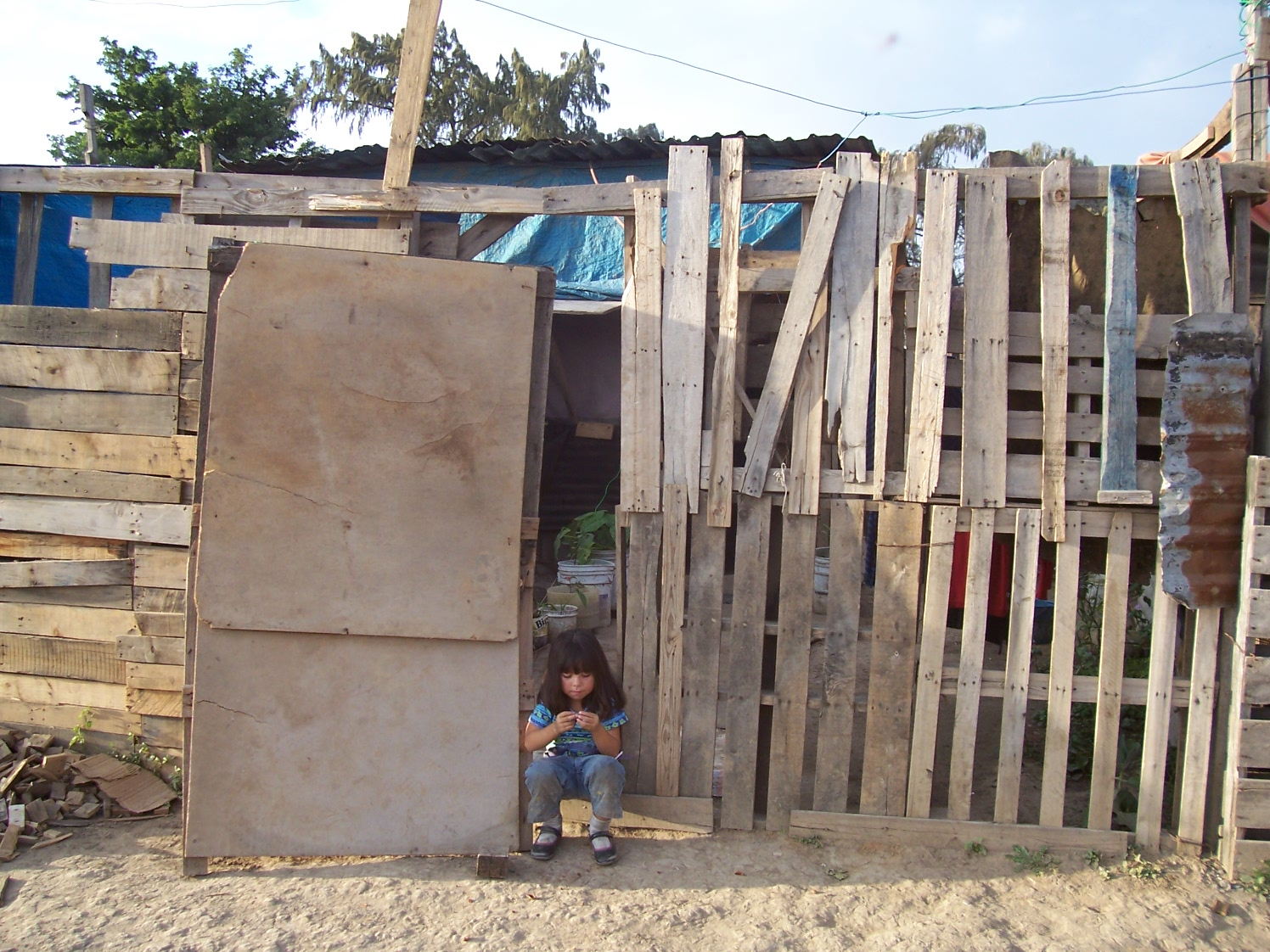
Habitatge en un assentament marginat de Nuevo León, Mèxic.

En ciències socials, la marginació o exclusió és un procés multidimensional, multifactorial i dinàmic que, mitjançant la coacció exercida tant per les institucions com pel conjunt del cos social, genera una situació de precarizació i exclusió econòmic, jurídica, cultural, professional, polític o d'estatus social en un ciutadà / a o segment de la ciutadania. La marginació pot ser l'efecte de pràctiques explícites de discriminació-que deixen efectivament la classe social o grup social segregat al marge del funcionament social en algun aspecte- o, més indirectament, ser provocada per la deficiència dels procediments que asseguren la integració dels factors socials, garantint-los l'oportunitat de desenvolupar-se plenament. Per tant, l'exclusió social deriva en una marginació o allunyament respecte als drets ciutadans, generant tant una devaluació és estatus social com una estigmatització social.
La marginació pot definir-se com segregació social, fins i tot en termes espacials o geogràfics,[1] encara que el terme segregació s'aplica més comunament per a plantejaments polítics de discriminació o intolerància de tipus racial (apartheid), sexual (sexisme), religiós (intolerància religiosa) o ideològic (repressió política). La marginació que comporta l'exclusió social respon a un patró de comportament generat des de la desigualtat social i que es manifesta en l'accés diferencial a béns i serveis, tangibles i intangibles, que la societat valora. Per això, encara que la pauperització econòmica i les disfuncionalitats dels Estats de Benestar solen situar-se com les principals causes d'exclusió social, aquest fenomen pot ser degut a molts altres fenòmens de desprestigi que escapen del marc institucional de la política, per situar-se a nivell de xarxes comunitàries i parentiu.
Un altre concepte vinculat amb l'exclusió social és la discriminació marginal. Aquest és un fenomen vinculat amb l'estructura social, i està associat amb retard que s'originen en patrons històrics i desenvolupament d'un territori determinat. Els seus efectes impliquen unes repercussions de tipus cultural, social, educacional, econòmic, entre d'altres. La pobresa pot ser un estat de la marginació i viceversa, encara que el fet que hi hagi una, no necessàriament implica que existeixi l'altra.

## Marginació i exclusió social
La Unió Europea defineix l'exclusió com "la impossibilitat de gaudir dels drets socials sense ajuda, a la imatge desvalorada de si mateix i de la capacitat personal de fer front a les obligacions pròpies, en el risc de veure's relegat de manera duradora a l'estatus de persona assistida i en l'estigmatització que tot això comporta per a les persones i, en les ciutats, per als barris en què resideixen ". Aquesta noció s'entén com a concepte dinàmic molt més ampli que el de mera pobresa i vinculat amb les institucions. D'aquesta manera, a nivell institucional, en els últims anys l'increment de l'exclusió social guarda relació amb les transformacions en l'ocupació i la família, antics pilars de la integració social dins del marc oficial de l'Estat. L'individu no serà integrat pels avantatges de la feina ni encara que millori l'ús de manera generalitzada. El concepte d'exclusió social es refereix a l'acció i l'efecte d'impedir la participació de certes categories de persones en aspectes considerats com valuosos de la vida collectiva i que en moltes ocasions són de caràcter subjectiu. Per tant, la marginació i l'exclusió social, com a element subjectiu, es cinvula amb la precarietat, com a element objectiu que disminueix la protecció, suport i integració d'un individu per part de la seva comunitat i institucions
Amb tot això, el fet de patir una privació econòmica de forma duradora suposa la no participació en la societat. Es considera l'exclusió com una falta de participació tant en l'econòmic com en el polític, el cultural i el social. L'exclusió social és més que mera pobresa, es tracta per tant d'una acumulació de problemes. Des d'aquesta perspectiva és part d'un procés dinàmic i multidimensional, propi de les societats postindustrials.

## Pobresa
Les restriccions en l'accés als serveis i ingressos necessaris per tenir un nivell de vida mínim que resulten de l'exclusió social fan que existeixi una alta correlació entre pobresa i exclusió social. Encara que no sempre són la majoria dels pobres, els grups tradicionalment exclosos són els més pobres dins dels pobres. Aquesta tendència deixa clar que la reducció de la pobresa només podrà donar-se si s'enfronten els complexos factors i determinants de l'exclusió social.

## Factors que produeixen marginació o exclusió social

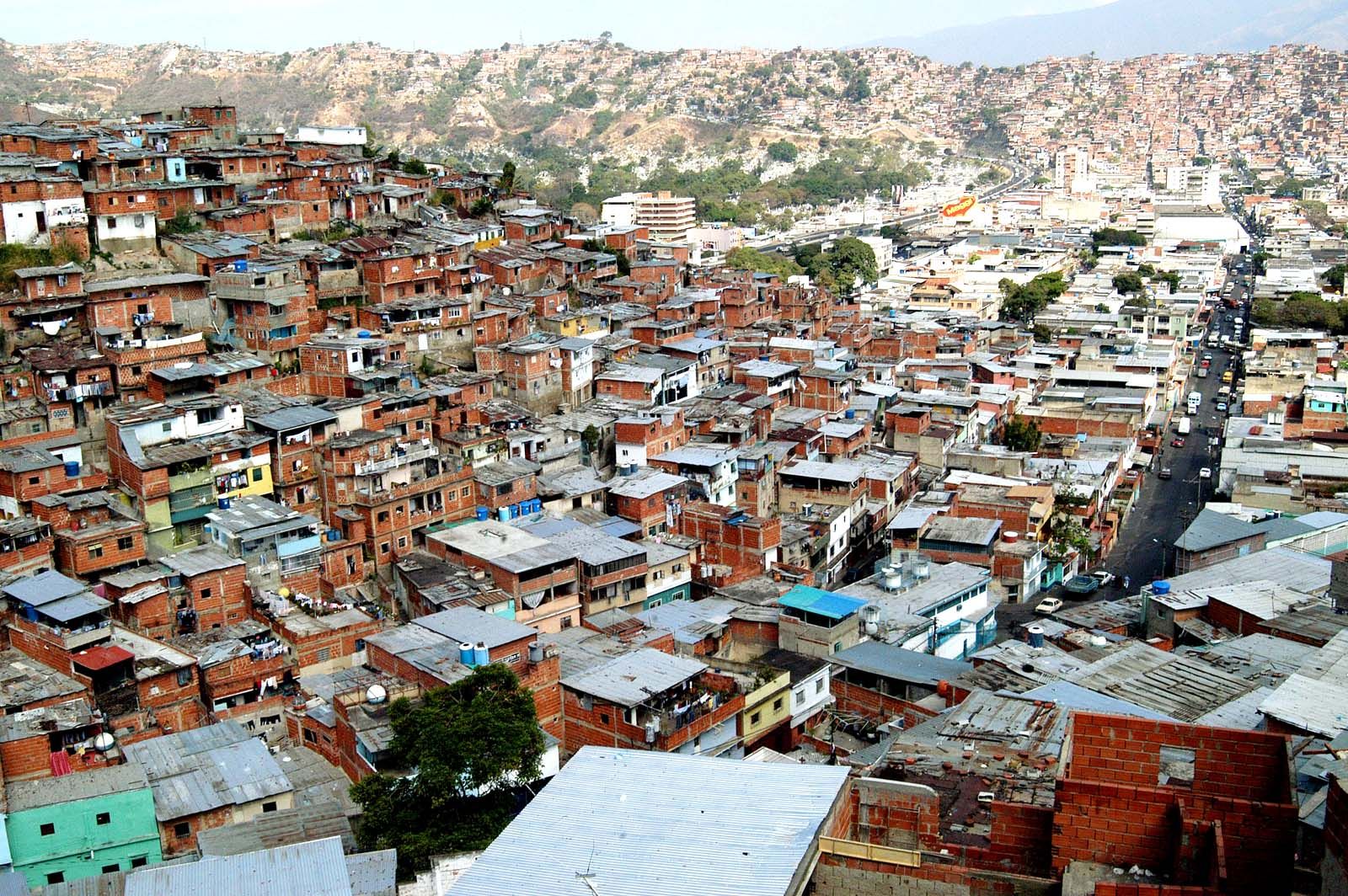
Barri d'infrahabitatges, anomenades ranxos. Caracas, Veneçuela

La marginació es pot produir a causa de diferents factors, així també pot ser el resultat indirecte de processos de desenvolupament, ja sigui pel fet de seguir certs ideals d'una comunitat, per una precària situació econòmica, o bé en alguns casos es produeix quan la societat respon als interessos d'un grup minoritari que exerceix el poder. La privació o dificultat per a la satisfacció de certes necessitats secundàries i fins i tot algunes de les necessitats bàsiques (com ara la disponibilitat de serveis com aigua potable, desguàs i electricitat) és una característica comuna en tots els graus i tipus de marginació.

## La marginació en els camps d'estudi
Les ciències socials són la principal disciplina que s'encarrega de l'estudi de la marginació. El terme de "exclusió social" va ser definit per autors com Marx o Durkheim, quan els efectes de la Revolució Industrial i l'auge de l'obrerisme estaven transformant la base social. Tant la pobresa com la marginació són fenòmens multidimensionals l'anàlisi i mesura és una tasca complexa, a causa dels diferents marcs analítics i criteris utilitzats per al seu estudi. No hi ha una sola forma ni acord quant a la metodologia i el tipus d'indicadors que hagin d'utilitzar-se per mesurar la seva dimensió. Alguns estudis s'enfoquen més en els aspectes econòmics de la marginació, mentre que altres donen més importància als aspectes socials, per tant, tampoc hi ha una manera única de combinar la informació o generar indicadors per obtenir una mesura del grau de marginació.
Cal esmentar que l'exclusió social és un procés, no una condició, per tant les seves fronteres canvien constantment, i qui és exclòs o inclòs en el grup d'aïllament social pot variar amb el transcurs del temps; depenent del grau d'educació, les característiques demogràfiques, els prejudicis socials, les pràctiques empresarials i les polítiques públiques. Finalment, cal remarcar que no existeix un concepte únic de marginació que sigui universalment acceptat.